# Homo erectus soloensis
O Homo erectus soloensis é uma subespécie da espécie extinta Homo erectus. O único exemplar conhecido deste anômalo hominino foi retirado do sítio arqueológico das margens do Rio Bengawan Solo, no leste da ilha de Java (Indonésia). Os restos fósseis são comummente chamados de Ngandong, em referência ao vilarejo próximo ao local onde foram primeiramente achados.
Embora sua morfologia era, em grande parte, típica de um Homo erectus, sua cultura era extraordinariamente avançada. Isto gera muitos problemas para as atuais teorias a respeito das limitações do comportamento do H. erectus em termos de inovação e linguagem. Devido às ferramentas encontradas com o extinto hominino e a muitas de suas características anatômicas, foi primeiramente classificado como uma subespécies de Homo sapiens (Homo sapiens soloensis, inicialmente denominada javanthropus) e considerado o ancestral do moderno aborígene australiano. Contudo, estudos mais rigorosos concluíram que, enquanto muitas subespécies de H. erectus desapareceram do registro fóssil bruscamente 400 000 anos atrás, H. e. soloensis persistiu até 50 000 anos atrás na região de Java e foi possivelmente absorvida por uma população local de H. sapiens na época de seu declínio.